# Монтерези (Сијена)
Монтерези је насеље у Италији у округу Сијена, региону Тоскана.
Према процени из 2011. у насељу је живело 40 становника. Насеље се налази на надморској висини од 312 м.